# Jacques Hinet
Jacques Hinet est un athlète français, né à Villedieu-les-Poëles le 25 août 1963, adepte de la course d'ultrafond et champion de France des 24 heures en 2009.

## Biographie
Jacques Hinet est champion de France des 24 heures de Séné en 2009. Il est également vice champion de France dans sa catégorie d'âge des 100 km de Theillay en 2008. En 2005 et 2006, il remporte les 100 km de Vendée et en 2009 les 100 km des étangs de Sologne.

## Records personnels
Statistiques de Jacques Hinet d'après la Fédération française d'athlétisme (FFA) et la Deutsche Ultramarathon-Vereinigung (DUV) :
- 5 000 m : 16 min 14 s 77 en 2004
- 10 km route : 32 min 58 s en 2004
- 20 km route : 1 h 9 min 40 s en 2004
- Semi-marathon : 1 h 11 min 45 s en 2004
- Marathon : 2 h 35 min 19 s au marathon de Pornichet en 2010[6]
- 100 km route : 7 h 1 min 59 s aux 100 km des étangs de Sologne en 2009
- 6 heures route : 70,409 km aux championnats du monde IAU des 24 h de Brive en 2010 (6 h split)
- 12 heures route : 131,847 km aux championnats du monde IAU des 24 h de Brive en 2010 (12 h split)
- 24 heures route : 240,229 km aux championnats de France des 24 h de Séné en 2009